# Bejaria mathewsii
Bejaria mathewsii är en ljungväxtart som beskrevs av Field. och Gardn. Bejaria mathewsii ingår i släktet Bejaria och familjen ljungväxter. Inga underarter finns listade i Catalogue of Life.